# Haxey
Haxey es una localidad situada en el condado de Lincolnshire, en Inglaterra (Reino Unido), con una población estimada a mediados de 2016 de 2101 habitantes.
Se encuentra ubicada al este de la región Yorkshire y Humber, cerca de la costa del mar del Norte y a poca distancia al sur del estuario del Humber.